# 孙文盛
孙文盛（1942年2月—），男，山东威海人，中华人民共和国政治人物。

## 生平
孙文盛是山东威海环翠区羊亭镇南郊村人。1963年，山东冶金学院（现为青岛理工大学）冶金系毕业。1963年11月起，历任湖南省株洲冶炼厂技术员，副工长，厂调度室副主任，车间主任，厂办公室副主任，厂党委委员、厂办公室主任。1966年2月，加入中国共产党。1981年12月，任株洲冶炼厂副厂长。1983年5月，任中共湖南省株洲市委书记。1984年8月，任中共湖南省委组织部副部长。1985年7月，任中共湖南省委常委、组织部部长。
1989年1月，任中共湖南省委副书记、兼省组织部部长。1990年10月，任湖南省委副书记。1993年9月，任中共山西省委副书记，代省长。1994年3月，当选山西省省长。1999年6月11日，任中华人民共和国国土资源部副部长。1999年12月，任国土资源部副部长、党组副书记。2003年10月，任国土资源部部长。2006年9月兼任国家土地总督察。2008年3月任第十一届全国人大农业与农村委员会副主任委员。是中共第十二、十三、十四届中央候补委员，在中共十四届六中全会上被递补为中央委员，中共第十五届中央委员。在中国共产党第十六次全国代表大会上，当选为中央纪委委员。